# حوزه انتخابیه چهاردهم نیویورک
حوزه انتخابیه چهاردهم نیویورک یک حوزه انتخابیه مجلس نمایندگان آمریکا است که در ایالت نیویورک قرار دارد.